# Johnny Eck
Pour les articles homonymes, voir Eck.
Johnny Eck, de son vrai nom John Eckhard Jr., né le 27 août 1911 à Baltimore, Maryland, mort le 5 janvier 1991 à Baltimore Maryland, est un phénomène de foire, artiste de cirque et acteur américain. Atteint du Syndrome de régression caudale, il est né sans jambes, avec une colonne vertébrale tronquée, ce qui a provoqué une atrophie du torse. Il est connu pour son rôle dans le film La Monstrueuse Parade (1932) de Tod Browning.

## Jeunesse
Johnny Eck est né de parents de la classe ouvrière, Amélia Dippel et John Eckhard Sr. La famille vit dans une Terraced house à Baltimore. Johnny a une sœur aînée nommée Caroline et un frère jumeau prénommé Robert. Eck est né avec presque rien sur sa cage thoracique, et avec sa langue en permanence intégré dans sa joue. Il pesait environ un kilogramme et mesurait moins de vingt centimètres.
Il est élevé à la maison, et apprend à lire et à écrire à l'âge de quatre ans. Sa mère voulait qu'il entre dans le clergé. Eck a souvent été appelé à donner des sermons. Avec son frère, ils sont inscrits à l'âge de sept ans à l'école publique dont les fenêtres sont noircies afin de décourager les curieux. Eck développe tôt un intérêt pour la peinture et le travail du bois. Il passe des heures avec son frère à sculpter et à faire de la peinture.

## Carrière professionnelle
En décembre 1923, Eck et son frère assistent à un spectacle de magie à leur église locale. Le magicien John McAsian est sidéré à la vue du garçon. Il lui propose un contrat pour intégrer une troupe de cirque. Ses parents signent pour un an. Plus tard, Eck a prétendu que le magicien avait changé le contrat en rajoutant un zéro.
Eck effectue sur scène un duo avec son frère qui met l'accent sur son physique anormal. Il met en avant son habileté manuelle et sa souplesse acrobatique.
Eck et Robert sont ensuite recrutés par l'illusionniste/hypnotiseur Raja Raboid qui emploie Eck pour un numéro d'« homme coupé en deux ». Après avoir été fictivement coupé en deux Eck court après ses jambes (un nain était dans le pantalon). Le spectacle a beaucoup de succès, mais des membres du public s'évanouissent parfois ; il y a des cris, et certains quittent la salle.
Eck apparaît ensuite à l'écran dans le rôle du demi-boy dans le film de Tod Browning La Monstrueuse Parade en 1932 et comme une créature oiseau dans les trois films consacrés par Hollywood à Tarzan : Tarzan, l'homme singe (1932), Tarzan s'évade (1936) et Le Trésor de Tarzan (1941).

## Fin de vie
Pendant ses dernières années, Johnny Eck réside avec son frère à Baltimore. Il garde ses intérêts pour la peinture, les voitures de course, la photographie, la musique (il lui arriva de diriger l'orchestre de Baltimore).
En 1988, Johnny Eck est agressé au cours d'un cambriolage à son domicile. Marqués par cette expérience, lui et Robert finissent leur vie isolés. Johnny meurt le 5 janvier 1991. Son frère jumeau meurt le 25 février 1995.